# Linde am Kreuzstein bei Harmuthsachsen
Die Linde am Kreuzstein bei Harmuthsachsen im nordhessischen Werra-Meißner-Kreis ist bereits in der Mitte der 1930er Jahre zu einem Naturdenkmal erklärt worden. Das Alter des mehr als 20 Meter hohen Baumes ist kaum zu bestimmen, sein Pflanzdatum ist unbekannt.

## Standort
Die kleine Anlage mit dem Baum und dem Stein befindet sich an der Landesstraße 3334 in der Nähe des westlichen Ortsausgangs von Harmuthsachsen, unterhalb der Bundesstraße 7, an der Abzweigung zu dem früheren Gutsdorf Wollstein. Der Bereich liegt im oberen Tal der Wehre, die in den Weser-Quellfluss Werra mündet und wird in der naturräumlichen Gliederung Deutschlands dem Fulda-Werra-Bergland zugeordnet.
Harmuthsachsen wurde erstmals 1195 in den Urkunden des Klosters Germerode als „Hermensassen“ erwähnt. Im 13. Jahrhundert wurde der Ort zu einer Vogtei der Grafen von Bilstein, der die Dörfer der nahen Umgebung unterstanden. Nach dem Erlöschen der bilsteinischen Linie zu Beginn des 14. Jahrhunderts fielen deren Besitzungen in die Hände der hessischen Landgrafen. Am 31. Dezember 1971 wurde Harmuthsachsen im Rahmen der hessischen Gebietsreform als Ortsteil in die Stadt Waldkappel eingegliedert.

## Kreuzstein

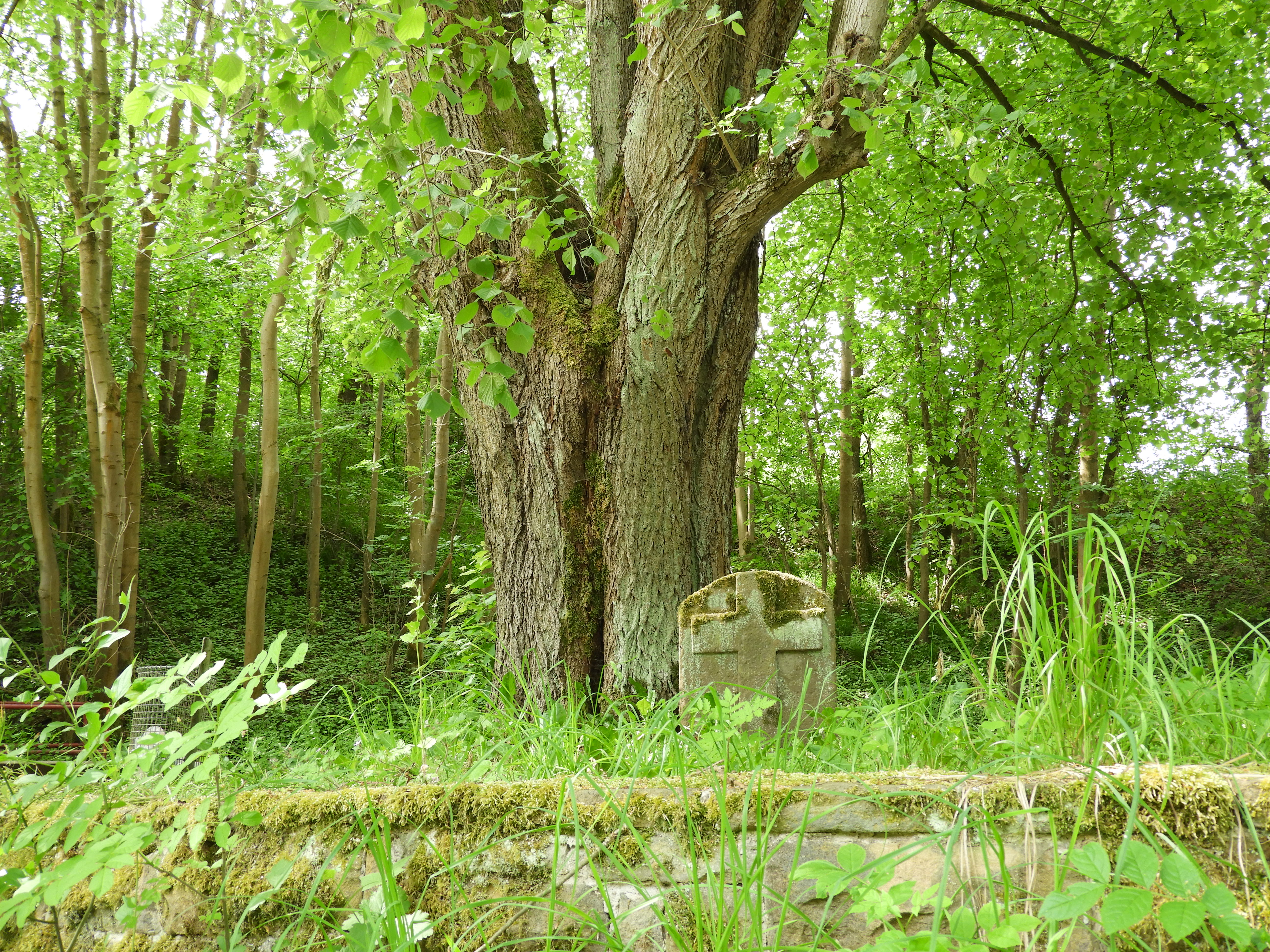
Der Kreuzstein am Fuß der Linde

Am Fuß des Baumes ist ein Kreuzstein aus Sandstein aufgestellt, der auch Schäferstein oder Heiliges Kreuz genannt wird und zu den schützenswerten Gedenk- und Sühnesteinen gehört, die auf Plätzen stehen, an denen sich tragische Unfälle oder Verbrechen ereigneten. Nach alter mündlicher Überlieferung sollen sich hier ein Schäfer und ein Bauer im Streit gegenseitig erschlagen haben. Der flache Vierkantstein mit gewölbten Kopf besitzt keine Beschriftung und zeigt auf der Vorderseite ein lateinisches Kreuz. Auf der Rückseite ist ein Pflugsech, das Vorarbeitswerkzeug beim Pflug und eine Hirtenschippe abgebildet. Karlfritz Saalfeld, der frühere Obmann für historische Grenzsteine im Kreisgebiet, vermutet in seinem Buch Kleindenkmäler im Werra-Meißner-Kreis, dass Form und Bearbeitungsmerkmale darauf hindeuten, dass der Stein vermutlich im Jahr 1935 erstellt wurde. Möglicherweise als Ersatz für einen bis dahin vorhandenen zerfallenen Stein.

## Schutz
In der Liste der Naturdenkmale des Werra-Meißner-Kreises hat die Linde die Nummer ND 636.083 und wird als „rechtsverbindlich festgesetzte Einzelschöpfung der Natur“ durch das Bundesnaturschutzgesetz besonders geschützt. Bereits am 1. August 1936 ist sie anlässlich der Neuregelung des Naturschutzes durch das Naturschutzgesetz vom 26. Juni 1935 mit Zustimmung der höheren Naturschutzbehörde unter der laufenden Nummer 56 in das Naturdenkmalbuch des Landkreises Witzenhausen eingetragen worden und erhielt mit dem Inkrafttreten der Verordnung zur Sicherung von Naturdenkmalen in den Stadt- und Landkreisen des Regierungsbezirks Kassel am 1. November 1936 den Schutz des Reichsnaturschutzgesetzes.
Der Kreuzstein steht als Rechtsdenkmal aus alter Zeit aus geschichtlichen Gründen als Flurdenkmal unter Denkmalschutz. Er hat in dem topographischen Handbuch von Heinrich Riebeling Steinkreuze und Kreuzsteine in Hessen die Katalognummer 4825.1 und im Denkmalverzeichnis des Landes Hessen die Nummer 39332.